# 黑清河水库
黑清河水库是中国湖北省襄阳市襄州区境内的一座水库，位于唐白河支流上，建于1962年。水库正常库容为711万立方米，集雨面积为331平方千米，海拔为81.5米。